# Zosterop frontnegre
El zosterop frontnegre (Zosterops atrifrons) és un ocell de la família dels zosteròpids (Zosteropidae) que habita boscos als turons i muntanyes del nord i centre de Sulawesi i illes properes, illes Sula i Seram.